# Esqualè
L'esqualè o esqualé és un lípid orgànic produït per tots els animals i plantes, inclosos els humans, i que és present, entre altres teixits, al fluix vaginal de la dona. Es pot obtenir nutricional o industrialment del germen de blat, de les olives o de l'oli de fetge de tauró, d'on li ve el nom. En medicina es pot utilitzar com a coadjuvant per a potenciar els efectes d'algunes vacunes contra la grip i el paludisme. Sembla que la pressència d'esqualè a la dieta mediterrània, sobretot gràcies al consum d'oli d'oliva, podria ser un dels elements que fan baixar l'índex de casos de càncer en aquesta població.

## Rol en la síntesi d'esteroides
L'esqualè és el precursor bioquímic de tota la família d'esteroides. L'oxidació (mitjançant l'esqualè monooxigenasa) d'un dels dobles enllaços de l'esqualè produeix el 2,3-epoxiesqualè, que mitjançant una ciclació enzimàtica es converteix en lanosterol, precursor del colesterol i altres esteroides.

## Biosíntesi
L'esqualè s'obté mitjançant la condensació de dues molècules de pirofosfat de farnesil per reducció amb NADPH, en una reacció que és catalitzada per l'esqualè sintasa.